# Keydomar Vallenilla
Keydomar Giovanni Vallenilla-Sánchez (La Guaira, 8 ottobre 1999) è un sollevatore venezuelano attivo nelle categorie dei pesi massimi leggeri (fino a 85/89 kg) e dei pesi medio-massimi (fino a 96 kg).

## Carriera
Nel 2017, non ancora diciottenne, ha vinto la medaglia di bronzo ai Campionati panamericani di sollevamento pesi di Miami nella categoria fino a 85 kg, sollevando 351 kg nel totale.
Nel 2019 ha vinto un'altra medaglia di bronzo ai Giochi Panamericani di Lima, avendo precedentemente fatto il salto alla categoria superiore dei pesi medio-massimi, sollevando 374 kg. nel totale.
Due anni dopo ha partecipato alle Olimpiadi di Tokyo 2020, ottenendo la medaglia d'argento con 387 kg. nel totale, dietro al qatariota Fares El-Bakh (402 kg).
Nello stesso anno 2021 ha vinto la medaglia d'oro ai Campionati panamericani di Guayaquil con 388 kg. nel totale e la medaglia di bronzo ai Campionati mondiali di Tashkent con 391 kg nel totale.
Nel 2022 è ritornato alla categoria inferiore dei pesi massimi leggeri (fino a 89 kg.), vincendo la medaglia d'argento ai Campionati panamericani di Bogotà con 377 kg nel totale, e l'oro ai mondiali di Bogotà con 385 kg nel totale.
Nel 2023 ha vinto la medaglia d'oro ai Campionati panamericani di Bariloche con 379 kg. nel totale e la medaglia di bronzo ai Campionati mondiali di Riad con 381 kg. nel totale.
Nel mese di ottobre dello stesso anno ha vinto la medaglia d'oro ai Giochi Panamericani di Santiago del Cile con 383 kg. nel totale.
L'anno seguente, risalendo alla categoria superiore dei pesi medio-massimi, ha vinto la sua terza medaglia d'oro ai Campionati panamericani di Caracas con 382 kg. nel totale. Qualche mese dopo, scendendo nuovamente alla categoria dei pesi massimi leggeri, ha partecipato alle Olimpiadi di Parigi 2024, dove però ha ottenuto un risultato modesto, piazzandosi all'8° posto finale con 358 kg. nel totale.